# Mistrzostwa Europy w Pływaniu 1950 – 100 m stylem dowolnym mężczyzn
Pływanie na 100 metrów stylem dowolnym mężczyzn było jedną z konkurencji pływackich rozgrywanych na VII Mistrzostwach Europy w Pływaniu w Wiedniu. Znane są jedynie wyniki wyścigu finałowego. Złoto zdobył Francuz Alexandre Jany, zdobywca srebrnego medalu na tym dystansie z Mistrzostw Europy w Pływaniu z 1947 roku. Srebro zdobył Szwed Göran Larsson, zaś trzecie – Holender Joris Tjebbes. 

## Finał
| Pozycja | Zawodnik         | Czas   |
| ------- | ---------------- | ------ |
|         | Alexandre Jany   | 57,7   |
|         | Göran Larsson    | 59,0   |
|         | Joris Tjebbes    | 1:00,4 |
| 4       | Marijan Stipetić | 1:00,4 |
| 5       | Ditzinger        | 1:01,2 |
| 6       | Carlo Pedersoli  | 1:01,2 |
| 7       | Boris Škanata    | b. d.  |